# Gästriklands runinskrifter 2
Gästriklands runinskrifter 2, Gs 2, är en runsten från Österfärnebo socken, Sandvikens kommun. Stenen satt tidigare inmurad i Österfärnebos gamla kyrka, men försvann då denna revs på 1800-talet och är nu endast bevarad i form av åtta återfunna fragment som är placerade i vapenhuset i Österfärnebo kyrka. Ytterligare tio fragment ska finnas i Österfärnebos gamla prästgård. I kyrkans vapenhus står även runstenen Gs 1.
Det största av fragmenten utgör den nedersta delen av runstenen. Det återfanns utanför Österfärnebo kyrkogård på våren 1974, och står nu uppställt i kyrkans vapenhus, mot en träskiva med en glödritad rekonstruktion av runstenens övre parti, avbildat från en 1600-talsteckning. Av de sju mindre fragmenten har fem passning mot varandra och är sammanfogade. Dessa ligger nedanför det stora fragmentet.
Gs 2 är en så kallad Sigurdsristning, det vill säga avbildar scener ur sagan om Sigurd Fafnesbane. På de fragment som återstår finns dock inga bilder ur sagan kvar. Stenen har många likheter med Gs 9 i Årsunda och den förstörda Gs 19 i Ockelbo.

## Inskrift

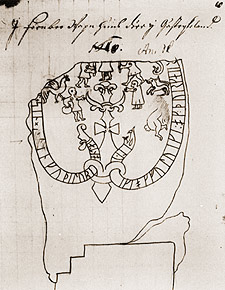
1600-talsteckning av stenen.

Inskriften var inte fullständigt bevarad ens då den avritades på 1600-talet. Den lyder i translitterering (text inom klamrar endast känd från teckning):
[ily]iki : ok : f[uluiki × ok : þurkair ... ...- × sin × snilan] : kuþ ilubi on(t)[a]
På normaliserad runsvenska:
Illugi ok Fullugi ok ÞorgæiRR ... ... sinn sniallan. Guð hialpi anda.
Översatt till modern svenska:
"Illuge och Falluge och Torger (läto resa stenen efter?) ... sin duglige (fader?). Gud hjälpe anden."